# Дворічанська селищна територіальна громада
Дворічанська селищна територіальна громада — територіальна громада в Україні, в Куп'янському районі Харківської області. Адміністративний центр — селище Дворічна.

## Географія
Площа громади — 1113,3 км2, населення громади — 16 568 осіб (2020)
Розташована в північно-східній частині Харківської області. Громада межує на півночі з Вільхуватською громадою та Росією, на сході - з Великобурлуцькою, Кіндрашівською громадами, на півдні - з Петропавлівською громадою Харківської області, на заході — з Троїцькою громадою Сватівського району Луганської області . Через громаду проходить автошлях Р 79. Від центру громади селища Дворічна дорогою до міста Харкова – 142 км, до райцентру міста Куп'янська – 24 км.
Географічно громада розташована в зоні лісостепу.  Територія переважно рівнинна, з родючими ґрунтами, що сприяє розвитку сільського господарства.  Через громаду протікає річка Оскіл, яка є важливою водною артерією регіону.

## Історія
Утворена 12 червня 2020 року шляхом об'єднання Дворічанської селищної ради та Богданівської, Вільшанської, Кам’янської, Колодязненської, Кутьківської, Лиманської Другої, Миколаївської, Новоєгорівської, Петро-Іванівської, Пісківської, Рідкодубівської, Тавільжанської і Токарівської сільських рад Дворічанського району Харківської області. 

25 жовтня 2020 року Перші вибори селищної ради та селищного голови Дворічанської селищної громади відбулися .

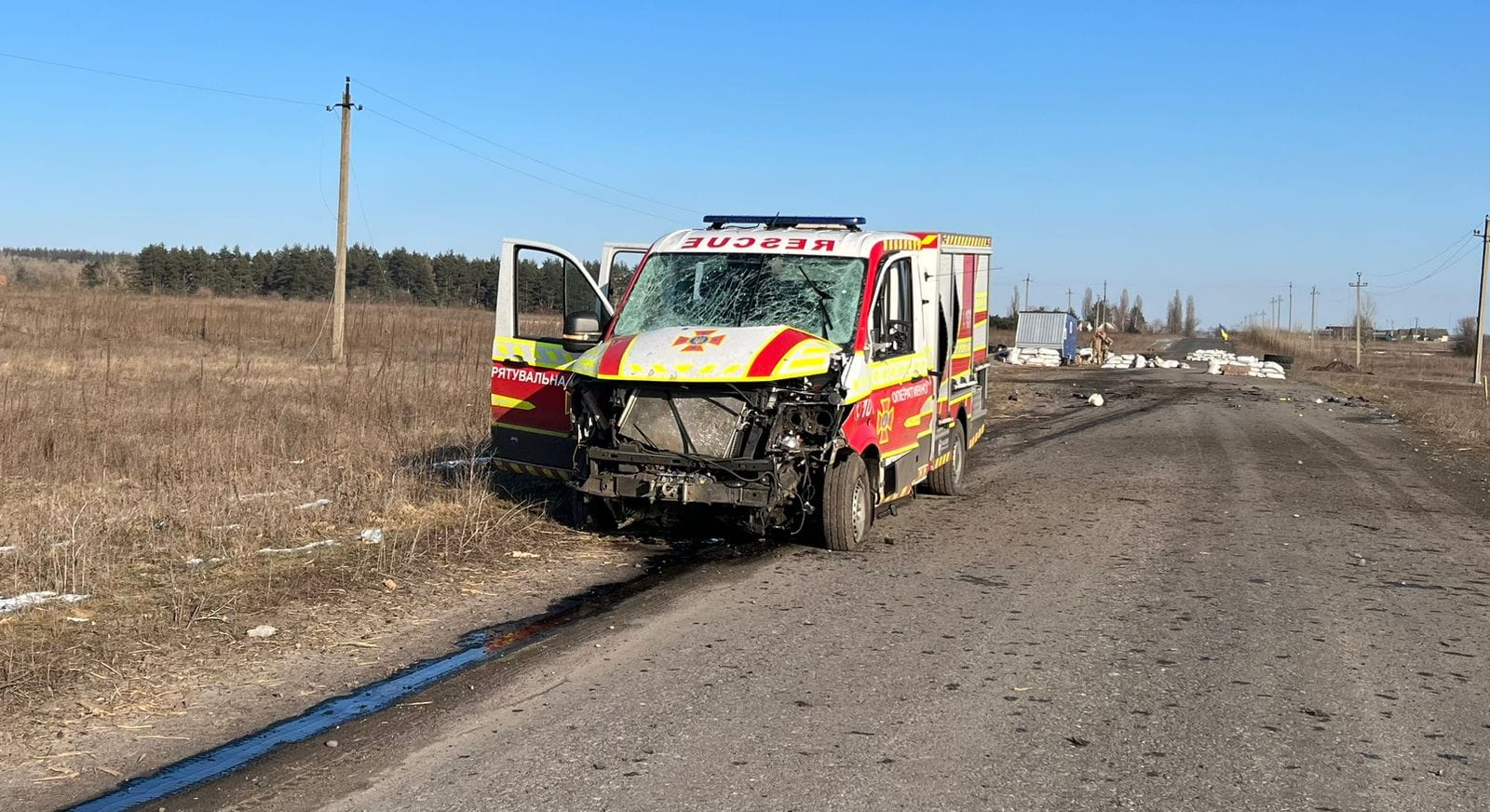
Пошкоджений автомобіль ДСНС на території громади після обстрілу. 2023 рік

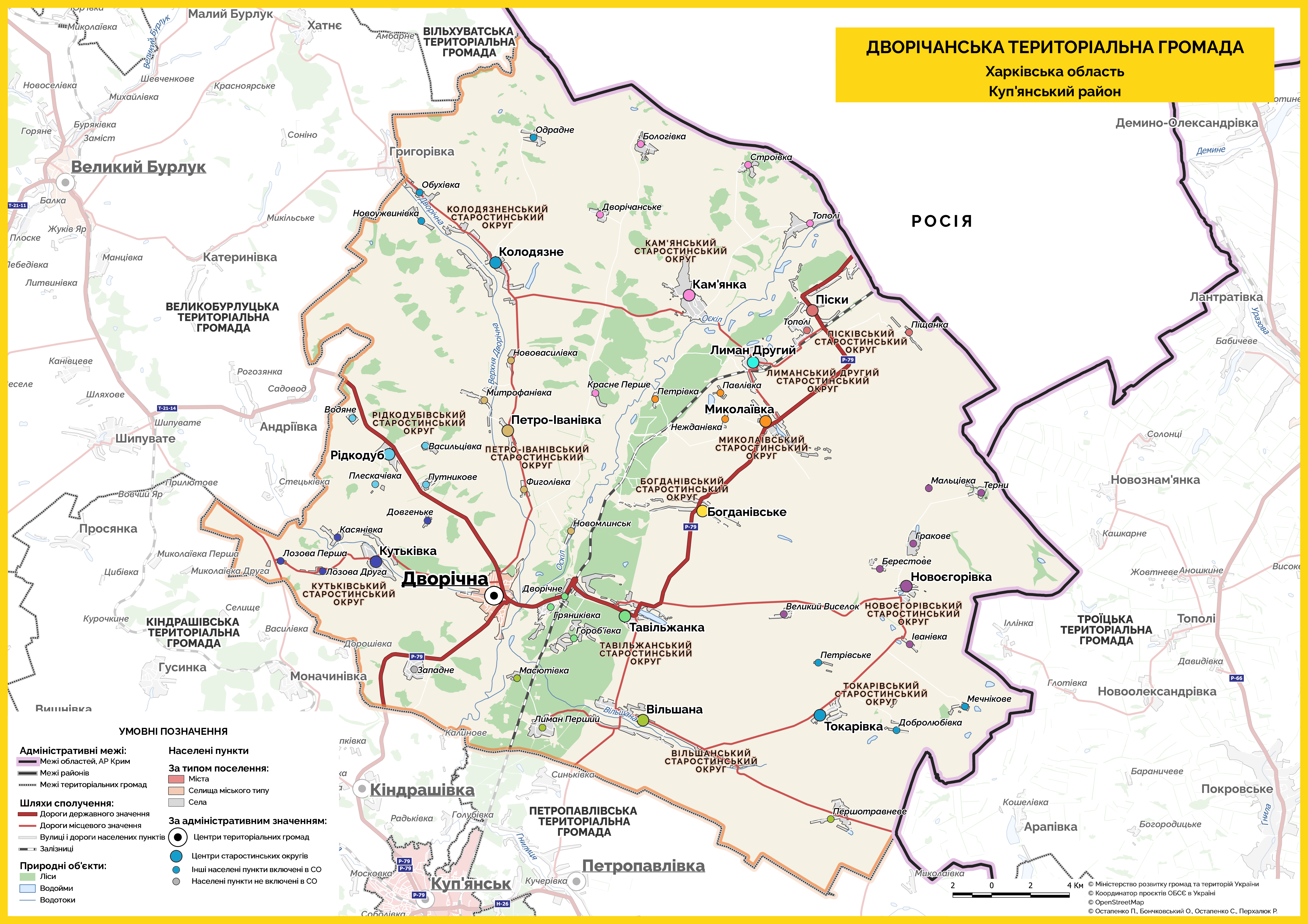
Карта громади

24 лютого 2022 року: З початком повномасштабного вторгнення Росії в Україну, вся територія Дворічанської громади опинилася під окупацією російських військ.  Під час окупації голова громади Галина Турбаба двічі була ув'язнена за відмову співпрацювати з окупантами.  Під час її ув'язнення деякі місцеві чиновники погодилися на співпрацю з російськими військами.  
Вересень 2022 року: Під час Харківського контрнаступу Збройні Сили України звільнили частину території громади.  До 12 вересня лінія фронту проходила по річці Оскіл, розділяючи громаду на звільнену та окуповану частини.  Зокрема, були звільнені населені пункти Гряниківка, Дворічне, Гороб'ївка, Лиман Перший та Масютівка.

## Населені пункти

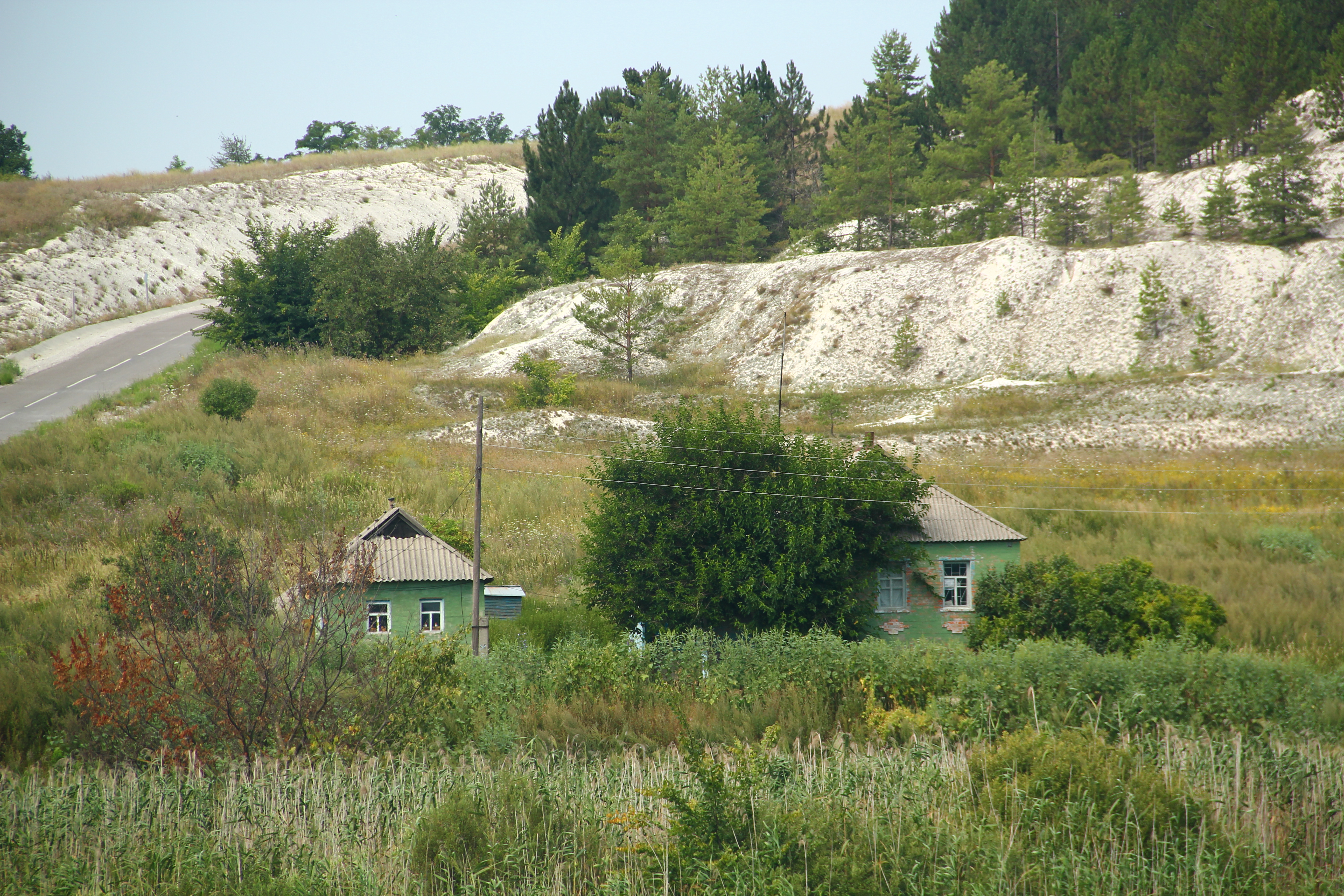
с. Новомлинськ та крейдяні гори

До складу громади входять 4 селища (Дворічанське, Дворічна, Дворічне, Тополі) та 51 село (Берестове, Богданівське, Бологівка, Васильцівка, Великий Виселок, Вільшана, Водяне, Гороб'ївка, Гракове, Гряниківка, Добролюбівка, Довгеньке, Западне, Іванівка, Кам'янка, Касянівка, Колодязне, Красне Перше, Кутьківка, Лиман Другий, Лиман Перший, Лозова Друга, Лозова Перша, Мальцівка, Мануйлівка, Масютівка, Мечникове, Миколаївка, Митрофанівка, Нежданівка, Нововасилівка, Новоєгорівка, Новомлинськ, Новоужвинівка, Обухівка, Одрадне, Павлівка, Петрівка, Петрівське, Петро-Іванівка, Піски, Піщанка, Плескачівка, Путникове, Рідкодуб, Строївка, Тавільжанка, Терни, Токарівка, Тополі, Фиголівка).

## Транспорт

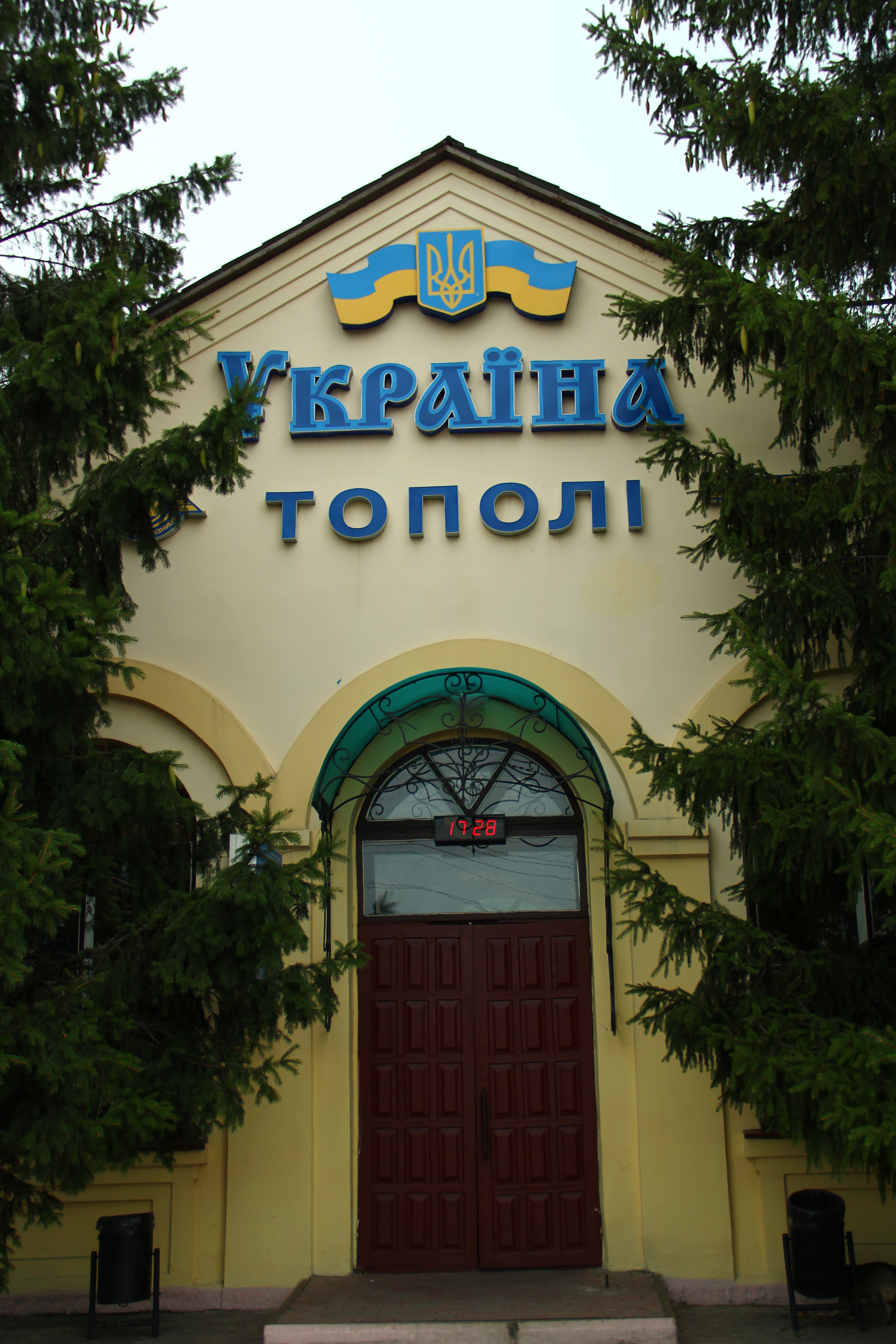
Прикордонна станція Тополі

Через громаду проходить автошлях Р 79 та дороги територіального значення. 
Територією Дворічанської селищної територіальної громади проходить залізнична лінія Куп'янськ — Валуйки, яка є частиною Південної залізниці України.  Ця лінія електрифікована змінним струмом і має дві колії. Зі станціями в громаді — Мовчанове, Дворічна, Гряниківка, Нежданівська, Лиманська, Тополі. 
Ця залізнична гілка має важливе логістичне значення, оскільки з'єднує Куп'янськ — один із найбільших залізничних вузлів Харківської області — з прикордонними районами та Росією.  У зв'язку з військовими діями, лінія стала об'єктом стратегічного інтересу, а район Дворічної — зоною активних бойових дій.

## Пам'ятки
- Національний природний парк «Дворічанський»

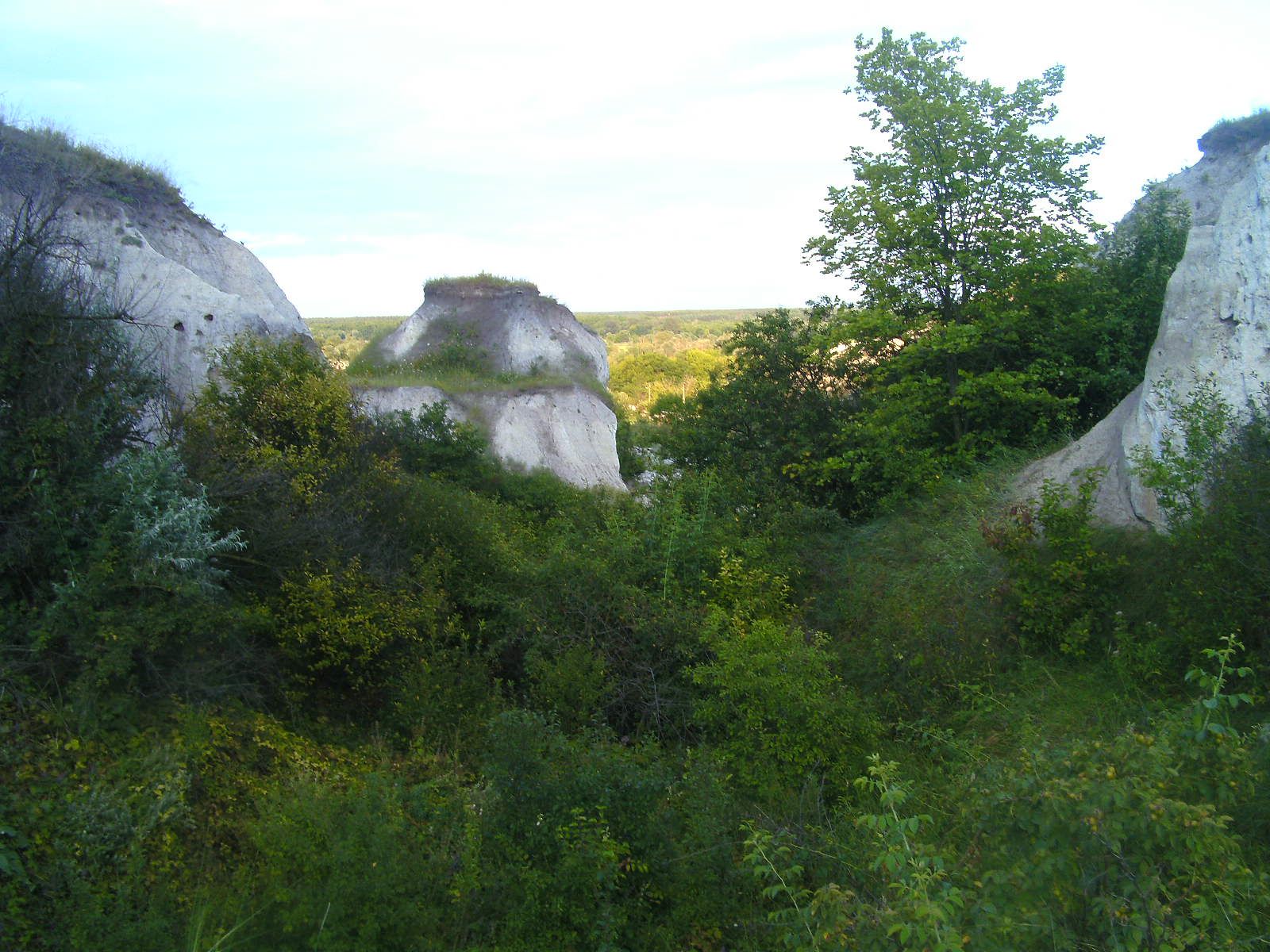
Крейдяні гори на території громади

Створений у 2009 році, цей парк охоплює понад 3 100 гектарів на правому березі річки Оскіл.  Він відомий своїми крейдяними горами, унікальними степовими ландшафтами та ендемічною флорою, зокрема рідкісними видами полину, гісопу та матіоли.  Також тут мешкають колонії бабаків.  Парк є ідеальним місцем для екотуризму та наукових досліджень.  
- Річка Оскіл

Ця річка має історичне значення, оскільки її берегами проходив князь Ігор під час своїх походів.  Місцевість навколо річки приваблює любителів природи та історії.  
- Село Мечникове

Це село є батьківщиною Іллі Мечникова, лауреата Нобелівської премії з медицини.  У громаді планувалося відновлення спадщини, пов'язаної з ученим, включаючи меморіальні об'єкти. 
На території громади збереглися об'єкти історичної та культурної спадщини, включаючи старовинні храми, садиби та археологічні пам’ятки.